# Inna (film)
Inna – film psychologiczny dla młodzieży produkcji polskiej w reżyserii Anny Sokołowskiej z 1976 r. Film jest ekranizacją powieści „Inna?” Ireny Jurgielewiczowej – kontynuacji książki „Ten obcy”.

## Treść

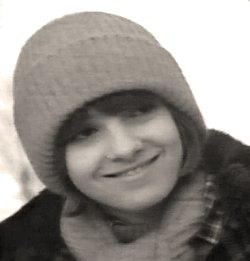
Barbara Bogatko (Bartyńska), odtwórczyni głównej roli

Główną bohaterką filmu jest piętnastoletnia Danka (Barbara Bartyńska) – wychowanka Domu Dziecka w Warszawie. Zaproszona przez obcych ludzi (państwa Pietrzaków) przyjeżdża na Święta Bożego Narodzenia do malowniczej górskiej miejscowości – Jurocina. W domu oprócz syna gospodarzy, Mariana, zastaje ich bratanka – Julka. Niedługo ma pojawić się też ideał obu chłopców – Zenek (Jacek Zejdler), którego poznali na letnich wakacjach.
W domu trwają już przygotowania do świąt, zaproszona do pomocy Danka – początkowo nieufnie i niechętnie, potem z rosnącym zapałem – włącza się do zajęć.
Danka przypadkiem słyszy, jak Marian i Julek zastanawiają się, co jej kupić pod choinkę. Nie mając pieniędzy, kradnie ze sklepu samoobsługowego drobiazgi dla chłopców. W momencie kradzieży zostaje zauważona przez pewnego młodego człowieka, który podąża za nią na ulicę i przestrzega przed konsekwencjami takiego złego czynu. Danka jednak ignoruje go – ukradzione prezenty kładzie pod choinkę, ciesząc się radością obdarowanych chłopców.
Następnego dnia na świąteczny obiad przybywa długo oczekiwany Zenek. Ku swemu przerażeniu Danka poznaje w nim świadka swej kradzieży. Zenek przed nikim nie zdradza jej tajemnicy, jednak Danka potajemnie ucieka. Chłopcy, po długim poszukiwaniu, odnajdują ją na dworcu i w ostatniej chwili zabierają z pociągu do domu.
Okres świąt minął. Danka wraca do Warszawy. Chłopcy pomagają jej w nawiązaniu znajomości z ich wakacyjną przyjaciółką – Ulą (Katarzyna Pawlak), która zakochana w Zenku gotowa jest zrobić wszystko, o co ją tylko poprosi. Ula, mieszkając z ciągle zapracowanym ojcem (Leonard Pietraszak), odczuwa brak kogoś bliskiego, marzy o poznaniu bliskiej przyjaciółki. Pierwsze spotkanie dziewczynek nie rokuje niczego dobrego – nieufność Danki i jej celowa szorstkość przeraża wrażliwą i subtelną Ulę. Na szczęście taktowne postępowanie Uli przełamie w końcu opory Danki – to właśnie jej opowiada historię swego smutnego życia i zwierza się z kompromitującego uczynku w sklepie.
Marian, przejeżdżając pociągiem przez Warszawę, wysiada na kilka minut, by zobaczyć się z Danką; na peronie zastaje jednak tylko Ulę. Jest zawiedziony, od dawna bowiem darzy Dankę dużą sympatią. Danka, która obserwuje ich z pobliskiego mostu, dopiero w ostatniej chwili decyduje się podejść.